# Liste der Präsidenten von Guatemala
Liste der Präsidenten von Guatemala

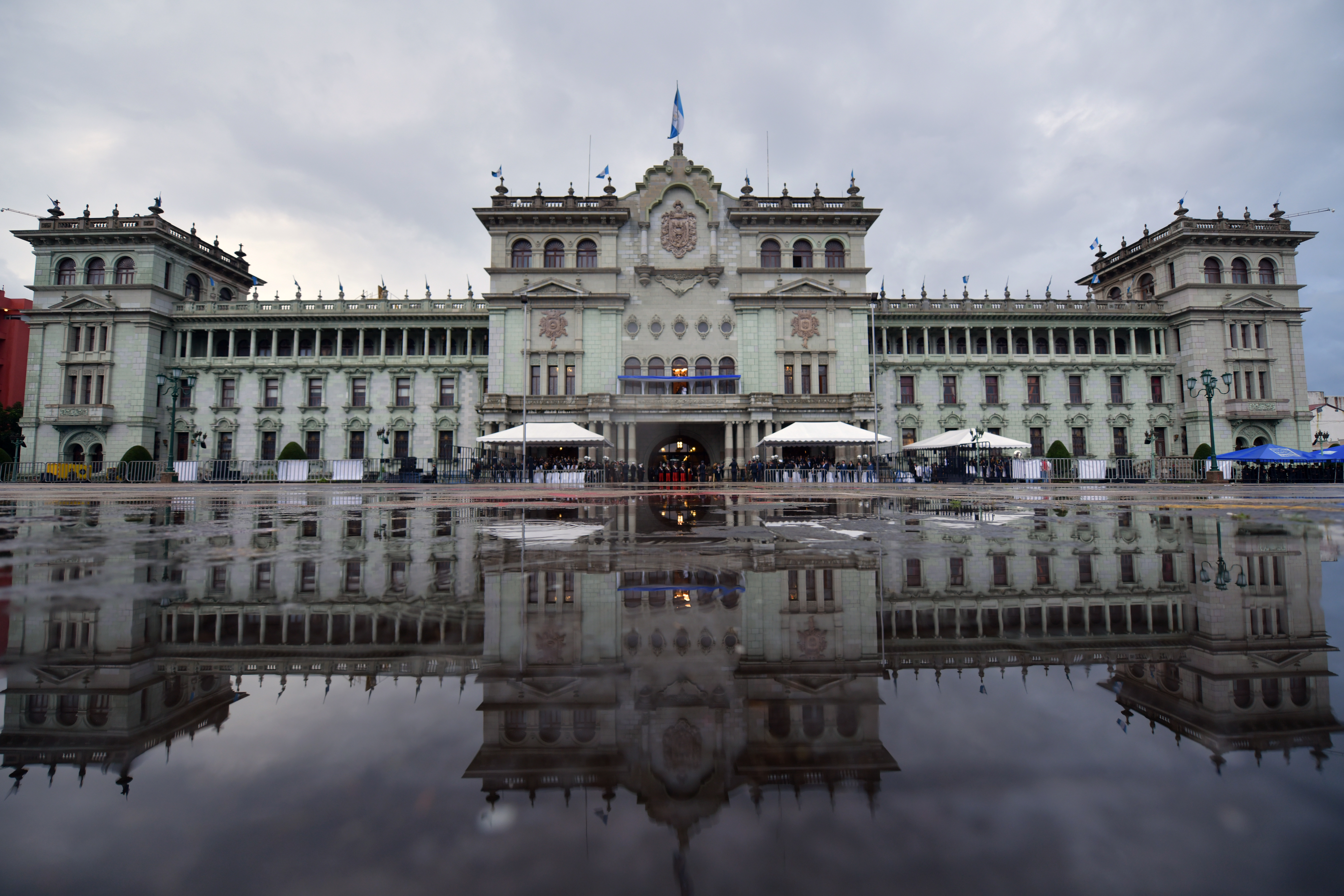
Palacio Nacional, Sitz des Präsidenten

Vorher: Nach seiner Unabhängigkeit von Spanien am 15. September 1821 war Guatemala noch bis zum 3. Dezember 1839 Teil der Vereinigten Provinzen von Zentralamerika. Für die Regierenden dieses Zeitraums siehe auch:
Liste der Präsidenten von Zentralamerika und Liste der Staatschefs der Provinz Guatemala
| Liste der Präsidenten von Guatemala ab 1839                                       | Liste der Präsidenten von Guatemala ab 1839 | Liste der Präsidenten von Guatemala ab 1839 | Liste der Präsidenten von Guatemala ab 1839 |
| Name                                                                              | Lebensdaten                                 | Amtszeit                                    | Bild                                        |
| --------------------------------------------------------------------------------- | ------------------------------------------- | ------------------------------------------- | ------------------------------------------- |
| Mariano Rivera Paz                                                                | 1804–1849                                   | 3. Dezember 1839 – 14. Dezember 1841        | Mariano Rivera Paz                          |
| José Venancio López Requena                                                       | 1791–1863                                   | 14. Dezember 1841 – 14. Mai 1842            | José Venancio López Requena                 |
| Mariano Rivera Paz                                                                | s. o.                                       | 14. Mai 1842 – 11. Dezember 1844            | Mariano Rivera Paz                          |
| José Rafael Carrera Turcios                                                       | 1814–1865                                   | 11. Dezember 1844 – 16. August 1848         | Rafael Carrera                              |
| Juan Antonio Martínez                                                             | ?–1854                                      | 16. August 1848 – 28. November 1848         | Juan Antonio Martínez                       |
| José Bernardo Escobar                                                             | 1797–1849                                   | 28. November 1848 – 30. Dezember 1848       |                                             |
| Mariano Paredes                                                                   | 1800–1856                                   | 1. Januar 1849 – 21. Oktober 1851           | Mariano Paredes                             |
| José Rafael Carrera Turcios                                                       | s. o.                                       | 21. Oktober 1851 – 14. April 1865           | Rafael Carrera                              |
| Pedro de Aycinena y Piñol                                                         | 1802–1897                                   | 14. April 1865 – 3. Mai 1865                |                                             |
| Vicente Cerna Sandoval                                                            | ≈1815–1885                                  | 24. Mai 1865 – 2. Juni 1871                 | Vicente Cerna                               |
| Miguel García Granados Zavala                                                     | 1809–1878                                   | 3. Juni 1871 – 3. Juni 1873                 | Miguel García-Granados                      |
| Justo Rufino Barrios Auyón                                                        | 1835–1885                                   | 4. Juni 1873 – 2. April 1885                | Justo Rufino Barrios                        |
| Alejandro Sinibaldi                                                               | 1825–1896                                   | 2. April 1885 – 6. April 1885               | Alejandro Sinibaldi                         |
| Manuel Lisandro Barillas Bercián                                                  | 1864–1907                                   | 6. April 1885 – 15. März 1892               | Manuel Barillas                             |
| José María Reina Barrios                                                          | 1854–1898                                   | 15. März 1892 – 8. Februar 1898             | José María Reina Barrios                    |
| Manuel José Estrada Cabrera                                                       | 1857–1924                                   | 31. August 1898 – 8. April 1920             | Manuel Estrada Cabrera                      |
| Carlos Herrera y Luna                                                             | 1856–1930                                   | 8. April 1920 – 10. Dezember 1921           | Carlos Herrera y Luna (1920)                |
| José María Orellana Pinto                                                         | 1872–1926                                   | 10. Dezember 1921 – 26. September 1926      | José María Orellana (1921)                  |
| Lázaro Chacón González                                                            | 1873–1931                                   | 27. September 1926 – 13. Dezember 1930      | Lázaro Chacón (1915)                        |
| Baudilio Palma                                                                    | 1880–1930                                   | 13. Dezember 1930 – 16. Dezember 1930       | Baudilio Palma (1923)                       |
| Manuel María Orellana Contreras                                                   | 1870–1940                                   | 17. Dezember 1930 – 31. Dezember 1930       | Manuel María Orellana Contreras             |
| José María Reina Andrade                                                          | 1860–1947                                   | 2. Januar 1931 – 15. Februar 1931           | José María Reina Andrade                    |
| Jorge Ubico Castañeda                                                             | 1878–1946                                   | 15. Februar 1931 – 1. Juli 1944             | Jorge Ubico Castañeda                       |
| Juan Federico Ponce Vaidez                                                        | 1889–1956                                   | 1. Juli 1944 – 21. Oktober 1944             | Juan Federico Ponce Vaidez                  |
| Jacobo Arbenz Guzmán                                                              | 1913–1971                                   | 19. Dezember 1944 – 1. März 1945            | Jacobo Arbenz Guzmán                        |
| Juan José Arévalo Bermejo                                                         | 1905–1990                                   | 11. März 1945 – 1. März 1951                | Juan José Arévalo                           |
| Jacobo Arbenz Guzmán                                                              | s. o.                                       | 1. März 1951 – 27. Juni 1954                | Jacobo Arbenz Guzmán                        |
| Carlos Enrique Díaz de León                                                       | 1910–1971                                   | 27. Juni 1954 – 29. Juni 1954               | Carlos Enrique Díaz de León                 |
| Elfego Hernán Monzón Aguirre                                                      | 1912–1981                                   | 29. Juni 1954 – 8. Juli 1954                |                                             |
| Carlos Castillo Armas                                                             | 1914–1957                                   | 8. Juli 1954 – 26. Juli 1957                | Carlos Castillo Armas                       |
| Luis Arturo González López                                                        | 1900–1965                                   | 27. Juli 1957 – 24. Oktober 1957            |                                             |
| Oberst Óscar Mendoza Azurdia Oberst Roberto Lorenzana Oberst Gonzalo Yurrita Nova | 1917–2015                                   | 24. Oktober 1957 – 27. Oktober 1957         |                                             |
| Guillermo Flores Avendaño                                                         | 1894–1982                                   | 27. Oktober 1957 – 2. März 1958             |                                             |
| José Miguel Ramón Ydígoras Fuentes                                                | 1895–1982                                   | 2. März 1958 – 31. März 1963                |                                             |
| Alfredo Enrique Peralta Azurdia                                                   | 1908–1997                                   | 31. März 1963 – 30. Juni 1966               |                                             |
| Julio César Méndez Montenegro                                                     | 1915–1996                                   | 1. Juli 1966 – 30. Juni 1970                |                                             |
| Carlos Manuel Arana Osorio                                                        | 1918–2003                                   | 1. Juli 1970 – 30. Juni 1974                |                                             |
| Kjell Eugenio Laugerud García                                                     | 1930–2009                                   | 1. Juli 1974 – 30. Juni 1978                |                                             |
| Fernando Romeo Lucas García                                                       | 1924–2006                                   | 1. Juli 1978 – 23. März 1982                |                                             |
| Efraín Ríos Montt                                                                 | 1926–2018                                   | 23. März 1982 – 8. August 1983              | Efraín Ríos Montt                           |
| Óscar Humberto Mejía Víctores                                                     | 1930–2016                                   | 8. August 1983 – 14. Januar 1986            |                                             |
| Marco Vinicio Cerezo Arévalo                                                      | * 1942                                      | 14. Januar 1986 – 14. Januar 1991           | Vinicio Cerezo                              |
| Jorge Antonio Serrano Elias                                                       | * 1945                                      | 14. Januar 1991 – 1. Juni 1993              |                                             |
| Gustavo Adolfo Espina Salguero                                                    | * 1946                                      | 1. Juni 1993 – 5. Juni 1993                 |                                             |
| Ramiro de León Carpio                                                             | 1942–2002                                   | 6. Juni 1993 – 14. Januar 1996              | Ramiro de León Carpio                       |
| Álvaro Enrique Arzú Irigoyén                                                      | 1946–2018                                   | 14. Januar 1996 – 14. Januar 2000           | Álvaro Arzú                                 |
| Alfonso Antonio Portillo Cabrera                                                  | * 1951                                      | 14. Januar 2000 – 14. Januar 2004           | Alfonso Portillo                            |
| Óscar José Rafael Berger Perdomo                                                  | * 1946                                      | 14. Januar 2004 – 14. Januar 2008           | Óscar Berger                                |
| Álvaro Colom Caballeros                                                           | 1951–2023                                   | 14. Januar 2008 – 14. Januar 2012           | Álvaro Colom                                |
| Otto Pérez Molina                                                                 | * 1950                                      | 14. Januar 2012 – 3. September 2015         | Otto Pérez Molina                           |
| Alejandro Maldonado Aguirre                                                       | * 1936                                      | 3. September 2015 – 14. Januar 2016         | Alejandro Maldonado                         |
| Jimmy Morales Cabrera                                                             | * 1969                                      | 14. Januar 2016 – 14. Januar 2020           | Jimmy Morales                               |
| Alejandro Giammattei                                                              | * 1956                                      | 14. Januar 2020 – 15. Januar 2024           | Alejandro Giammattei                        |
| Bernardo Arévalo                                                                  | * 1958                                      | seit 15. Januar 2024                        | Bernardo Arévalo                            |